# Heterodrilus devexus
Heterodrilus devexus är en ringmaskart som beskrevs av Erséus 1997. Heterodrilus devexus ingår i släktet Heterodrilus och familjen glattmaskar. Inga underarter finns listade i Catalogue of Life.